# Amy Tinkler
Amy Tinkler (Durham, Inglaterra, 27 de octubre de 1999) es una gimnasta artística británica, medallista de bronce en el ejercicio de suelo en los JJ. OO. de Río 2016.

## Carrera deportiva
En 2015 fue la campeona nacional de Reino Unido en el concurso general individual.
En las Olimpiadas celebradas en Río de Janeiro en 2016 ganó la medalla de bronce en suelo, quedando tras las estadounidenses Simone Biles (oro) y Aly Raisman (plata).